# 音羽號防護巡洋艦
音羽号防护巡洋舰（日语：／ Otowa ?）是旧日本海軍的防护巡洋舰，最大的特点是日本海军中第一艘搭载了日本国产水管锅炉的军舰。本舰火力和防护相对薄弱，而比较强调速度，定位上比起防护巡洋舰更接近于通报舰。本舰在日俄战争期间建成，参加了对马海峡海战。其后在第一次世界大战期间，因为天气原因触礁沉没。
本舰得名自山城國（今京都府内）洛东清水寺以南的音羽瀑布。

## 设计和概述

### 背景
1895年12月，时任海軍大臣西鄉從道向议会提交了第一期海军扩张计划，其中三等巡洋舰仅计划建造一艘。到了1901年（明治34年），海军考虑到护航的需求，希望将新建三等巡洋舰扩充至三艘（即日后的新高、对马及本舰音羽）。由于经费不足，海军计划将原定建造的3艘鱼雷炮舰裁减两艘，节省下来的预算改用作建造第三艘三等巡洋舰（即本舰）以及一艘浅水重炮舰（即宇治）。这一要求得到了大藏大臣的同意。
1902年（明治35年）4月所批复的本舰舰体及轮机费用为132万余日元，实际花费为139万余日元。有关方面虽然对舰体部位进行了一定的削减，但因为原材料价格有所上涨，此外本舰所采用的国产锅炉造价较进口尼克劳斯式锅炉要高，实际费用依旧较预算超出了一些。

### 概述
本舰原本是打算作为新高级防护巡洋舰的3号舰，但因为预算的缘故，在吨位上缩小了十分之一，同时火力和防护比起新高级也更为弱化，节省下来的吨位用以增加轮机等部位。结构方面，本舰与新高级基本相同。动力方面，本舰是日本第一艘搭载了国产舰本式イ号（又译“伊号”）锅炉的军舰，可以提供227 psi（1.57 MPa）的蒸汽压力（作为对比，新高级所采用的尼克劳斯式锅炉为213 psi（1.47 MPa））。本舰所使用的垂直三段膨胀式蒸汽引擎也与新高级基本相同，只是出力稍微大一些。设计者本来打算利用航速优势来弥补火力和装甲的不足，但本舰实际建成时最高速度只能达到21節（39每小時），仅比新高级快了一点点。
本舰主炮为两门40倍径单装6英寸（152）速射炮。副武器则是6门40倍径单装120（4.7英寸）速射炮。轻型武器包括4门76毫米6磅炮，以及两门小口径机关炮。由于当时的一种思潮认为，舰艇上毫无防护的鱼雷发射管对于军舰自身有着巨大的危险，还不如不装。因此本舰与新高级一样，完全没有装备鱼雷发射管。
本舰采用了哈维尔渗碳装甲，防护能力与高砂相当。装甲甲板水平部分厚50毫米，倾斜部分为75毫米。主炮炮盾装甲为37毫米。司令塔装甲厚100毫米。

## 舰历

### 建成至服役

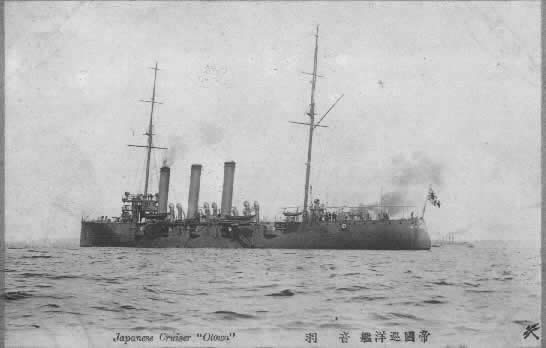
音羽号，1905年

1903年（明治36年）1月6日，橫須賀海軍工廠开始动工兴建本舰。同年11月2日本舰下水，明治天皇也出席了下水仪式，同一天日本海军将本舰正式定名为“音羽”，并编入海军军舰籍，列为三等巡洋舰。
1904年（明治37年）5月，主机以及锅炉在陆地上制造完毕，开始着手在舰内安装。同年8月31日大致完成，开始系留运行。同年9月1日进行海试，实际吨位略大于设计值，录得实际最大功率8,021匹馬力（5,981千瓦特），实际最大航速20.8節（38.5每小時）。9月2日，相关人员进行的验收检查发现主机以及锅炉有点小毛病，但总体运行情况良好，本舰通过了海军的验收。同年9月6日，本舰正式服役，建造时间仅用了20个月，创下了日本造船工业的一个新纪录。不过本舰由于建造过于匆忙，又没有进行充分的试运行测试，各种问题不断，尚需要进行多处维修和改进。
就在音羽正式服役的同一天，舰上官兵就接到了联合舰队司令长官东乡平八郎海军大将发来的命令，要求将其编入第一舰队，并且命令立即准备出发。同年9月8日，音羽从横须贺军港出发前往佐世保军港，中途一座锅炉出现漏气情况，同时右舷主抽汽泵出现破损。音羽只好先绕道神户，在川崎造船所更换损坏的汽泵，又在佐世保修理漏气的锅炉，一番修理后才重新起程。

### 日俄战争
同年9月14日，音羽抵达圆岛与主力会合，同日编入出羽重遠海军中将的第三战队，序列第五（旗舰八雲、淺間、千岁、高砂、音羽），并立即投入到日本海军对旅顺港（俄方称亚瑟港）的封锁行动中。
同年12月13日00:01，巡洋舰高砂在任务途中，左舷前部触雷，舰体迅速左倾。由于进水情况无法得到改善，舰上乘员只好全体弃舰。01:10高砂左舷倾覆，01:34完全沉入水中。正在附近的音羽立即赶来救援，然而当晚风雪交加，能见度极低，音羽在漆黑的夜色中只救起了161人（其中9人救上来后不治身亡），高砂副舰长在内274人未能获救。
同年12月下旬，旅順會戰进入尾声，第一太平洋舰队（原太平洋舰队）已经全军覆没，而由齐诺维·罗杰斯特文斯基海军少将率领、从波罗的海舰队抽调舰艇而编成的救援舰队（第二太平洋舰队）正在一路杀来。联合舰队决定进行整修，以应对即将来临的决战。为此联合舰队重新进行整编，第三战队改编为4艘防护巡洋舰（旗舰笠置、千岁、音羽、新高），战队司令依旧为出羽（此时已经晋升为海军中将）。5月22日，第三战队接到俄国第二太平洋舰队接近的警报，停止了训练，出港前往预定地点进行戒备。
1905年5月27日，俄国第二太平洋舰队在对马海峡遭遇联合舰队主力拦截。当天第三战队正在白濑西北方戒备，接获俄国舰队出现的警报后立即往目击地点驶去。10:42第三战队在神埼以南约15海里（28）发现俄国舰队踪迹，此后一直在俄国舰队左舷4—5海里（7—9）距离保持接触。11:40双方距离缩短至8000米，11:42俄舰向第三战队开火。俄舰炮击着弹点比较准确，有鉴于防护相对单薄的第三战队不是俄国战列舰的对手，出羽选择主动退避，将距离拉大到9000米，但依旧一路密切监视。13:20第一、第二战队从东北方向出现，第三战队也随之加速，绕到俄国舰队尾部，14:50距离俄国巡洋舰战队约7800米，笠置首先发起射击，其后双方纷纷开火。第三战队从俄国舰队后尾穿过，绕到了巡洋舰战队右侧，与第四战队一起形成交叉火力，迫使俄国巡洋舰战队以及辅助舰艇阵脚大乱。15:30奥列格号、阿芙乐尔号、迪米特里·顿斯柯伊号等为了救援战斗力最弱的辅助舰艇而向西回头，第三战队见势也立即转向，对巡洋舰战队紧咬不放。16:30以后，俄国战列舰战队受到日军主力舰压迫而改向，正好冲着第三、第四战队的方向过来。第三战队一时间陷入苦战，各舰多处中弹，只好先向东躲避，随后再跟在第一、第二战队后面前进。早前旗舰笠置水线下煤舱曾受到攻击，开始进水，此时笠置的情况逐渐加剧，17:52出羽下令解散编队，让音羽、新高则临时跟随在第四战队后面。第四战队司令瓜生外吉海军少将下令两舰跟随（此时第四战队序列变更为旗舰浪速、明石、对马、音羽、新高、高千穗）。18:15第四战队对已经瘫痪的战列舰苏沃洛夫公爵号以及同样受重创的修理船堪察加号进行炮击。在接下来的战斗中音羽未再受到命中，而全舰当天损伤轻微，仅前部烟囱位置右舷侧有一定损伤。

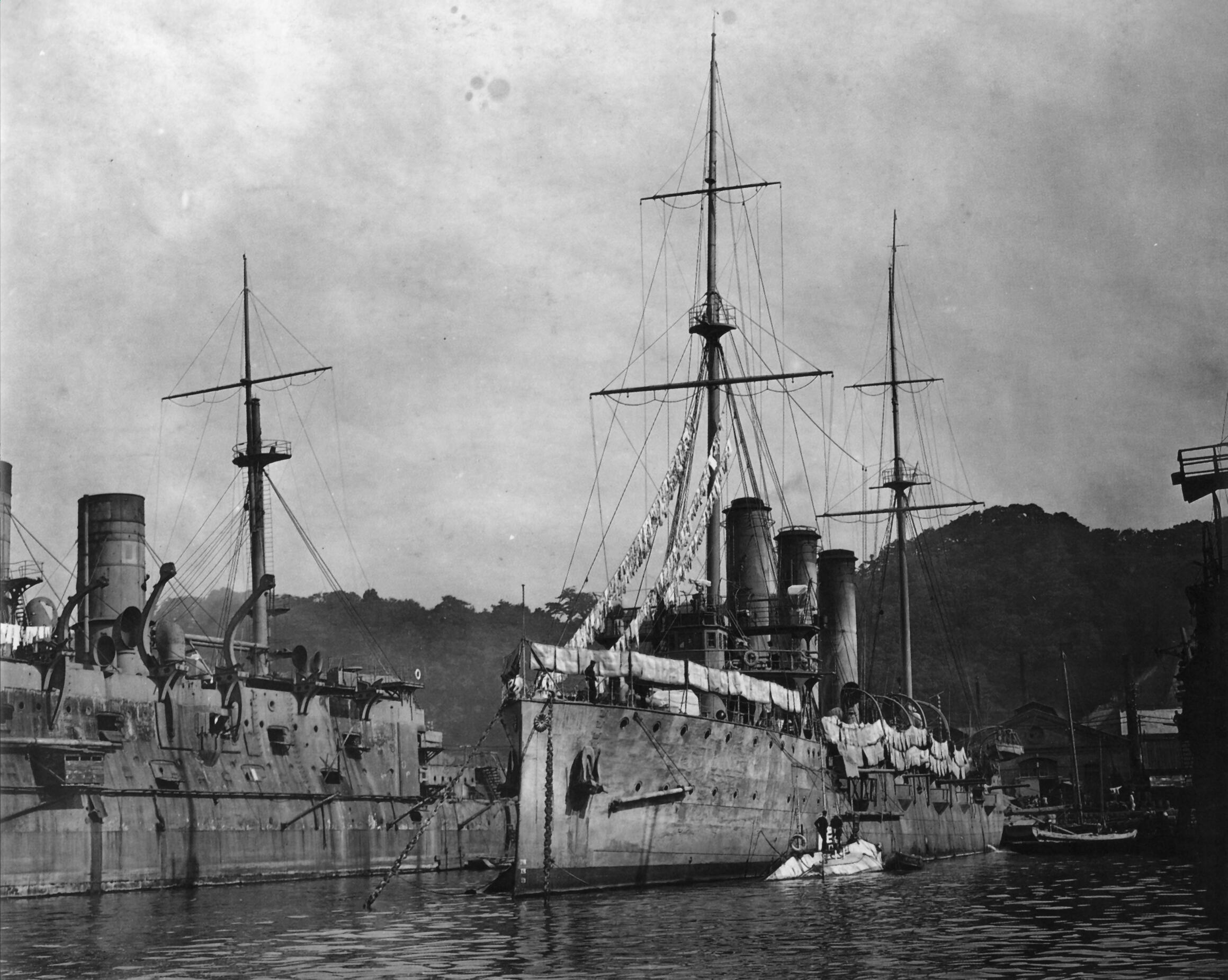
音羽号与战列舰周防号停泊于横须贺，1906年

27日深夜各战队退往郁陵岛重新集结，第四战队（临时加上音羽、新高）在郁陵岛南稍偏西约60海里处休整。28日05时左右，第五战队发现俄军残存的主力舰队从远处接近。日军各战队立即行动，第四战队（浪速、高千穗、对马、音羽、新高，欠明石）选择绕到俄国残存舰队南边，以截断其后路。07时左右，第四战队发现西边略偏南的方向有一艘敌舰正在北上。瓜生遂命令音羽、新高两舰脱队往西北偏北方向移动进行追击。08:00稍过不久，音羽、新高发现了巡洋舰斯韦特兰娜号以及一艘驱逐舰，立即加速追赶。斯韦特兰娜号在27日的战斗中已经负了重伤，舰艏严重受损，速度锐减，自知无法逃脱，故而转向西打算到朝鲜岸边自沉。09:25音羽、新高两舰从斯韦特兰娜号舰艏右舷方位逼近到9000米处，斯韦特兰娜号首先开火。09:40音羽开始回击。10时左右日舰一发炮弹击中斯韦特兰娜号舰艉，使斯韦特兰娜号舵机受损，开始左右晃动。日舰乘机拉近距离，音羽进行猛烈的炮击，10:25新高也加入战团。日舰的炮击很快对斯韦特兰娜号造成起火，浓烟笼罩着舰身。10:33音羽受到两发炮弹命中，5人死亡，21人负伤。10:38音羽的一发炮弹击中斯韦特兰娜号后甲板，彻底瘫痪了斯韦特兰娜号的行动和作战能力。10:40斯韦特兰娜号的火灾愈演愈烈，逐渐右倾，弹药库也已经浸满了海水，使得舰上官兵无法引爆弹药库。在这前后跟随在斯韦特兰娜号非战斗一侧的俄国驱逐舰突然加速向陆地方向逃离，新高见状立即追击；而音羽则继续向斯韦特兰娜号射击，直到斯韦特兰娜号逐渐倾斜沉没，才停止了炮击。此时音羽收到附近的改装巡洋舰亚米利加丸的电报称发现俄国炮舰；又观察到南边大约10海里处的确有两艘舰船，于是向该方向驶去。11:06音羽确认斯韦特兰娜号已经沉没后，委托亚米利加丸代为救助落水乘员，然后赶去刚才看到的船只附近，发现那只是挪威的捕鲸船，遂命令其返航，其后与新高会合返回。
音羽、新高在返回的路上，18:20发现了落单的装甲巡洋舰迪米特里·顿斯柯伊号，立即连同第四驱逐队的朝雾、白云进行追击。另一边第四战队以及多艘日军驱逐舰也追踪到此，各日舰遂对迪米特里·顿斯柯伊号进行左右夹击。在郁陵岛南方20海里处，第四战队占据了迪米特里·顿斯柯伊号的右舷位置，而音羽、新高则出现在其左舷一侧。19:12音羽在8000米距离上首先开炮，其后新高以及第四战队也开火。19:40左右一发炮弹击穿音羽右舷，穿过了中部烟囱后爆炸，杀伤5人，另外右舷有多处弹痕。迪米特里·顿斯柯伊号中弹起火，仍奋力还击，20:14击中浪速造成重创，加上天色已晚，日本巡洋舰放弃了追击，改由驱逐舰继续围攻。而受重创的迪米特里·顿斯柯伊号在岸边搁浅，舰上乘员弃舰上岸，29日06:46倾覆沉没。
同年6月14日，日本方面重新调整编制，第三战队（千岁、笠置、新高、音羽）司令改为岛村速雄海军少将，划入上村彦之丞海军中将指挥的第二舰队。19日，第二舰队转为以竹敷要港部为基地，执行在对马海峡巡逻、掩护陆军在朝鲜的登陆等一系列行动。

### 后期至结局
1910年（明治43年）7月29日，海军方面为音羽进行无线电室改造，配备四三式无线电发报机及配套的变压器等电子设备。
1912年（大正元年）8月28日，日本海军修改了舰艇分类，取消原有的三等巡洋舰类别，将不足7000吨的巡洋舰全部划分为二等。音羽因此划归二等巡洋舰之列。
1914年第一次世界大战爆发，日本参加了协约国一方加入战争。音羽归入第二舰队第一水雷战队，作为战队司令藤本秀四郎海军少将的旗舰，参加了青島戰役。随后以馬尼拉灣为基地，在新加坡、玻里尼西亞、菲律宾等地进行巡逻。
1915年初，英国驻新加坡的第5轻步兵团800余名印度兵发生暴动。英国东方舰队司令通过马公要港部向日本方面提出请求，要求支援。日本立即派出对马、音羽两舰前往当地。16日夜音羽首先赶到新加坡，成为第一艘抵达当地的外国军舰。第三舰队司令土屋光金海军少将记恨当初台湾发生暴乱时，停泊在基隆的英国军舰拒绝派兵登陆支援的旧事，暗中下令日军不要积极作战，尽量以劝降为主。因此音羽一直拖延到17日方才派出70名海军陆战队以及1挺马克沁机枪登陆，又收容了部分逃难的欧洲平民。登陆日军也并未与叛军发生激烈的交火，仅参加了对投降士兵的看押以及对山区的搜索等行动。
1916年（大正5年）5月13日，音羽一度短暂地代替春日担任第三舰队第三水雷战队旗舰的位置。9月12日春日重返现役，音羽从三水战内移除。
1917年7月25日，音羽在从新加坡返回佐世保的途中，由于浓雾在大王崎大王岩处触礁，向右倾斜达17度，前部下沉，中部及前部锅炉室全部浸入水中，轮机室也有进水。日军立即派出正在附近的津轻前往救助，随后有关方面派出运输船高崎丸、栗桥丸搭载必要的设备和人员进行救援作业。7月27日，海军把音羽移出第一特务舰队（特务舰在日本海军中泛指承担各种辅助任务的舰艇）。至27日14:52，音羽右倾进一步增大到20度。事发地当时风浪颇大，救援队伍的拆卸作业多次暂停，仅拆卸下少量小口径火炮及器具。但救援人员还是成功利用木板堵住破损部位，并利用栗桥丸的排水泵进行排水。至7月30日，船身一度纠正到右倾12度。然而天气情况逐渐恶化，船身在波浪冲击下产生很大幅度的摇晃。8月1日17:20，音羽第二、第三烟囱之间发生折裂，舰体后部发生大幅度晃动，21:57舰员被迫全体弃舰。2日05:08，台风逐渐加剧，音羽舰体折断，后部舰体沉入水中，仅剩下后桅还露在外面，人们只能放弃救援。同年12月1日，日本海军将其除籍。1918年6月12日，有关方面将音羽残骸出售。

## 历任舰长
下表系根据《日本海軍史》第9、10卷，以及《官報》进行整理。
- 有馬良橘 海军中佐：1904年5月24日 - 1905年6月14日
- 小花三吾 海军大佐：1905年6月14日 - 1905年12月12日
- 荒川規志 海军大佐：1905年12月12日 - 1907年7月1日
- 上村经吉 海军中佐：1907年7月1日 - 1908年5月15日
- 小栗孝三郎 海军大佐：1908年5月15日 - 1908年7月11日
- 笠間直 海军大佐：1908年7月11日 - 1908年12月10日
- 秋山真之 海军大佐：1908年12月10日 - 1909年11月16日
- 榊原忠三郎 海军大佐：不詳 - 1910年10月26日
- 志摩猛 海军中佐：1910年10月26日 - 1911年12月1日
- 吉田清风 海军大佐：1911年12月1日 - 1912年12月1日
- 田代愛次郎 海军中佐：1913年2月8日 - 1914年1月24日
- 中川繁丑 海军大佐：1914年1月24日 - 1914年5月27日
- 金丸清緝 海军中佐：1914年5月27日 - 1914年12月1日
- 森本義寛 海军中佐：1914年12月1日 - 1915年6月30日
- 横尾義達 海军中佐：1915年6月30日[57] - 1915年12月13日
- 田尻唯二 海军大佐：1915年12月13日 - 1916年1月28日
- 大石正吉 海军大佐：1916年4月4日 - 1916年12月1日
- 大見丙子郎 海军大佐：1916年12月1日 - 1917年2月21日
- （兼）福田一郎 海军中佐：1917年2月21日 - 1917年5月1日
- 鈴木乙免 海军中佐：1917年5月1日 -